# Tettigonia
Tettigonia is een geslacht van rechtvleugeligen uit de familie van de sabelsprinkhanen (Tettigoniidae). De wetenschappelijke naam is gepubliceerd in 1758 door Linnaeus in de tiende editie van Systema naturae.

## Soorten
Tettigonia omvat de volgende soorten:
- Tettigonia acutipennis Ebner, 1946
- Tettigonia cantans Fuessly, 1775
- Tettigonia caudata Charpentier, 1842
- Tettigonia chinensis Willemse, 1933
- Tettigonia dolichoptera Mori, 1933
- Tettigonia hispanica Bolívar, 1893
- Tettigonia hoozanensis Schumacher, 1915
- Tettigonia ibuki Furukawa, 1938
- Tettigonia krugeri Massa, 1998
- Tettigonia longealata Chopard, 1937
- Tettigonia longispina Ingrisch, 1983
- Tettigonia lozanoi Bolívar, 1914
- Tettigonia macrocephalus Fischer von Waldheim, 1846
- Tettigonia macroxipha Bolívar, 1914
- Tettigonia orientalis Uvarov, 1924
- Tettigonia savignyi Lucas, 1849
- Tettigonia silana Capra, 1936
- Tettigonia suisharyoensis Schumacher, 1915
- Tettigonia tsushimensis Ogawa, 2003
- Tettigonia turcica Ramme, 1951
- Tettigonia ussuriana Uvarov, 1939
- Tettigonia vaucheriana Pictet, 1888
- Tettigonia viridissima Linnaeus, 1758
- Tettigonia yama Furukawa, 1938